# 피터르 빌럼 보타
피터르 빌럼 보타(아프리칸스어: Pieter Willem Botha, 1916년 1월 12일~2006년 10월 31일)는 남아프리카 공화국의 정치인이다. 1978년 ~ 1989년 총리·대통령을 지내며 국내외의 압력에도 마지막까지 인종 분리 정책인 아파르트헤이트를 유지할 것을 주장했다.
오렌지 자유국주에서 네덜란드 백인인 아프리카너의 후손으로 태어났다. 블룸폰테인의 자유주 대학교에서 법학을 전공했으며, 국민당에 입당해 정치활동을 했다. 1948년 국회의원이 된 이후 40년간 남아프리카 공화국 정계에 큰 영향력을 행사했다. 1960년대 이후 국방장관 등 부처의 장관을 맡았고, 1978년 국민당 당수 겸 총리가 되었다.
총리가 되었을 당시, 아파르트헤이트 정책은 많은 변화에 직면해 있었다. 국내 흑인 세력의 반발이 심해지자 홈랜드로 불리는 반투스탄 지역의 자치권 확대를 하며 회유하려 했으나, 이는 국내외의 비난을 무마하려는 방편에 지나지 않았고 실질적으로 흑인 권익 향상을 위한 조치는 이루어지지 않았다. 그의 정책은 백인 사이에서도 아파르트헤이트 정책 유지를 요구하는 강경파와 철폐 내지 완화를 요구하는 온건파에게도 모두 불만을 불러왔으며, 강경파는 그가 유화 정책을 펼친다는 이유로 새로 보수당을 결성했다. 백인만의 국민투표로 헌법을 개정하여 제한적으로 유색인의 정치 참여를 허용하면서 동시에 대통령제로 정치 체제를 바꾸었다. 그는 유색인이 소수 참여한 의회에서 대통령으로 선출되었으며, 1984년 9월 총리직이 폐지되고 실권을 가진 대통령으로 취임하였다. 그 후 그는 백인과 흑인 사이에서 지지기반을 찾으려 했으나, 흑인 세력의 저항은 더욱 거세졌다. 그런데도 아파르트헤이트 정책 폐지에 대해서는 명확한 입장을 제시하지 못했고, 여러 차례 흑인 폭동을 강경 진압했다. 거친 언행으로 '늙은 악어'라는 별명을 얻으며 국내외의 많은 비난을 받았으며, 넬슨 만델라의 석방도 거부하였다. 국제적 고립 상태가 계속되면서 상황은 악화되었고, 국내외의 압력이 계속된데다가 건강마저 나빠져 1989년 2월 국민당 당수직을 사임했으며, 8월 대통령직도 사임하면서 그의 통치는 종료되었다. 그 후 곧 남아프리카 공화국은 급속한 변혁을 맞게 되었고, 후임 대통령으로 선출된 프레데리크 빌렘 데 클레르크는 인종차별 정책을 공식적으로 종료시켰다.
보타는 퇴임 후 웨스턴케이프 주 남해안의 집에서 거의 은둔하며 지냈다. 1998년, 보타는 아파르트헤이트 정권의 과오를 조사하는 진실과 화해 위원회 증언 요청을 거부했다. 그는 위원회에서 유죄가 인정되었다. 2006년 90세로 세상을 떠났으며, 끝까지 아파르트헤이트에 대한 사과는 거부한 것으로 알려져 있다. 넬슨 만델라 전 대통령은 그를 애도하며 용서한다고 하며, 평화로운 협상의 기반을 닦아준 공로도 있다고 하였다.

## 역대 선거 결과
| 선거명      | 직책명                     | 대수 | 정당   | 득표율  | 득표수 | 결과 | 당락 |
| ----------- | -------------------------- | ---- | ------ | ------- | ------ | ---- | ---- |
| 1984년 선거 | 남아프리카 공화국의 대통령 | 6대  | 국민당 | 100.00% | 88표   | 1위  |      |